# .info
.info er et generisk topdomæne, der er reserveret til informationer, hvilket medfører, at domænet er ubegrænset.
Domænet blev oprettet i 2000.
| Generiske topdomæner | Spire Denne artikel om generiske topdomæner er en spire som bør udbygges. Du er velkommen til at hjælpe Wikipedia ved at udvide den. |